# Ibrahim Mokhtari
Ibrahim Mokhtari (arab. ابراهيم مختاري) – algierski zapaśnik walczący w stylu wolnym. Brązowy medalista mistrzostw Afryki w 2020 roku.